# Eike Duarte
Eike Duarte Oliveira (Rio de Janeiro, 17 de fevereiro de 1997) é um ator e cantor brasileiro. 

## Biografia
Eike iniciou sua trajetória na televisão em 2004, no programa Xuxa no Mundo da Imaginação, onde integrou o elenco infantil. Durante esse período, interpretou vários personagens em quadros e números musicais, produzidos com uma estética quase artesanal e uma linguagem voltada para o público infantil. No ano seguinte, em 2005, passou a integrar o time de repórteres mirins do TV Xuxa, onde atuava ao lado de Maria Mariana e da própria Xuxa, realizando reportagens e interações com o público.
Em 2008, Eike estreou nas novelas em Negócio da China, escrita por Miguel Falabella, interpretando Théo, filho da protagonista vivida por Grazi Massafera. Entre 2009 e 2012, fez parte do elenco principal da série Acampamento de Férias, protagonizada por Renato Aragão e Lívian Aragão, no qual interpretava o marrento Greg. Nos anos de 2013 e 2014, participou das primeiras fases das novelas Flor do Caribe e Em Família, respectivamente. Em 2015, retornou à televisão em papel fixo no programa Amor Veríssimo, do canal GNT, que apresentava histórias cômicas e românticas sobre casais.
No ano seguinte, integrou o elenco da novela Sol Nascente, interpretando o ciumento e brincalhão Ralf. Em 2017, viveu seu primeiro vilão na série juvenil Juacas, do Disney Channel, no papel do surfista mau-caráter Marcelo — personagem que interpretou apenas na primeira temporada.

Em 2018, ganhou destaque em Malhação: Vidas Brasileiras, como Álvaro, um jovem que enfrentava um quadro de depressão, retratando a temática de forma sensível. Ainda no mesmo ano, atuou na minissérie Se Eu Fechar os Olhos Agora, como o personagem Antônio. Em 2020, participou do filme Modo Avião, estrelado por Larissa Manoela e distribuído pela Netflix. No longa, interpretou Gil, um influenciador digital. O filme foi um sucesso no Brasil e em diversos países.
Em 2024, Eike entrou para o elenco da novela bíblica Reis, da RecordTV, interpretando o príncipe Ziza, terceiro filho do Rei Roboão (Heitor Martinez) com a Rainha Maaca (Juliana Knust). Já em 2025, Eike e sua esposa Natália Vivacqua foram confirmados como participantes da sétima temporada do reality show Power Couple Brasil, também na Record. O casal foi o nono eliminado da competição, após receber 22,15% dos votos para permanecer em uma D.R. disputada com Adriana e Dhomini, além de Carol e Radamés. Eles terminaram a temporada na quinta colocação.

## Filmografia

### Televisão
| Ano  | Título                      | Personagem              | Notas                      |
| ---- | --------------------------- | ----------------------- | -------------------------- |
| 2002 | Xuxa no Mundo da Imaginação | Vários personagens      |                            |
| 2005 | TV Xuxa                     | Repórter                |                            |
| 2007 | O Segredo da Princesa Lili  | Galante                 | Especial de fim de ano     |
| 2008 | Negócio da China            | Théo Noronha Alonso     |                            |
| 2009 | Acampamento de Férias       | Greg / Bill             |                            |
| 2009 | Chico e Amigos              | Pedrinho                | Especial de fim de ano     |
| 2013 | Flor do Caribe              | Cassiano (jovem)        | Episódio: "11 de março"    |
| 2014 | Em Família                  | Laerte (jovem)          | Episódio: "3 de fevereiro" |
| 2015 | Amor Veríssimo              | Venancinho              |                            |
| 2016 | Sol Nascente                | Ralf (jovem)            |                            |
| 2017 | Juacas                      | Marcelo Mahla           |                            |
| 2018 | Se Eu Fechar os Olhos Agora | Antônio Dias            |                            |
| 2018 | Malhação: Vidas Brasileiras | Álvaro Borges           |                            |
| 2024 | Reis                        | Ziza, Príncipe de Judá  |                            |
| 2025 | Power Couple Brasil         | Participante (5º lugar) | Temporada 7                |
| 2025 | Uma Garota Comum            | [ 21 ]                  |                            |

### Cinema
| Ano  | Título                             | Personagem  | Notas          |
| ---- | ---------------------------------- | ----------- | -------------- |
| 2006 | O Cavaleiro Didi e a Princesa Lili | Galante     |                |
| 2006 | Xuxa Gêmeas                        | Byte        |                |
| 2020 | Modo Avião                         | Gil         |                |
| 2025 | Eu Tenho uma Voz                   | Tio Gustavo | Curta-metragem |

### Vídeo
| Ano  | Título                      |
| ---- | --------------------------- |
| 2004 | XSPB 5 - Circo              |
| 2005 | Xuxa Solamente Para Bajitos |
| 2005 | XSPB 6 - Festa              |
| 2007 | XSPB 7                      |
| 2008 | XSPB 8                      |